# أتسوشي آبي
أتسوشي آبي (阿部敦 آبي أتسوشي) هو مؤدي أصوات ياباني ولد في 25 مارس 1981 في توتشيغي.

## أدواره في الأنمي

### مسلسلات أنمي تلفزيونية
- إندكس معينة خاصة بالسحر - توما كاميجو
- إندكس معينة خاصة بالسحر II - توما كاميجو
- إندكس معينة خاصة بالسحر III - توما كاميجو
- رايلغان معينة خاصة بالعلم - توما كاميجو
- رايلغان معينة خاصة بالعلم S - توما كاميجو
- تو لاف-رو - يو كوتيغاوا
- زامد الذكرى الضائعة - أكيوكي تاكيهارا
- الرمية الكبرى: بطولة الصيف - أتسوشي يانو
- غوين ساغا - ماريوس
- باكومان - موريتاكا ماشيرو
- شوغو كارا! - كوكاي سوما
- شوغو كارا!! دوكي - كوكاي سوما
- تاتاكاو شيشو The Book of Bantorra - ريذلي كارون
- B غاتا H كيه - تاكاشي كوسودا
- ميد ساما! - هيناتا شينتاني
- كاتاناغاتاري - ياسوري كازوني
- أسطورة الأبطال الأسطوريين - مو فيلاريور
- سيكيريه Pure Engagement - كوجي تاكانو
- غوسيك - أمبروز
- إكس-من - تاكيو
- بلود سي - إيتسوكي توموفوسا
- أناذر - كويتشي ساكاكيبارا
- هيوكا - توموهيرو هابا
- إينيشال دي Fifth Stage - شينجي إينوي
- وورلد بريك السيف المقدس - داركو
- جانسلينجر ستراتوس - تورو كازاسومي
- داغاشيكاشي - كوكونوتسو شيكادا
- داغاشيكاشي 2 - كوكونوتسو شيكادا
- قرية الضياع - هيوكيتسو نو جادجنيس
- هايكيو!! الموسم الثاني - تاكيرو ناكاشيما
- بوروتو: ناروتو نكست جينيريشنز - إينوجين ياماناكا
- يواموشي بيدال - تويتشيرو إيزوميدا
- يواموشي بيدال GRANDE ROAD - تويتشيرو إيزوميدا
- يواموشي بيدال NEW GENERATION - تويتشيرو إيزوميدا
- يواموشي بيدال GLORY LINE - تويتشيرو إيزوميدا
- كيوس;تشايلد - ماساشي كاواهارا
- فيت/إكسترا Last Encore - هاكونو كيشينامي
- بلانيت ويث - سويا كوروي
- كاردفايت!! فانغارد - رين سوزوغاموري
- كاردفايت!! فانغارد: آسيا سيركيت - رين سوزوغاموري
- كاردفايت!! فانغارد: لينك جوكر - رين سوزوغاموري
- كاردفايت!! فانغارد: ليجن ميت - رين سوزوغاموري
- كاردفايت!! فانغارد (2018) - رين سوزوغاموري
- سومو هينومارو - هينومارو أوشيو

### أوفا أنمي
- سينت سيا: ذا لوست كانفاس - يونيكورن ياتو
- سوبرنتشرل ذي أنيميشن - دين وينشيستر (أيام الطفولة)

### أفلام أنمي
- بوروتو: ناروتو الفيلم - إينوجين ياماناكا
- فيلم يواموشي بيدال - تويتشيرو إيزوميدا
- يواموشي بيدال SPARE BIKE - تويتشيرو إيزوميدا
- إندكس معينة خاصة بالسحر: معجزة إنديميون - توما كاميجو
- كاردفايت!! فانغارد: نيون ميسايا - رين سوزوغاموري

## أدواره في ألعاب الفيديو
- هايكيو!! كروس تيم ماتش! - تاكيرو ناكاشيما

## أدواره في الدبلجة اليابانية
- الفتى أسترو - زين

## وصلات خارجية
- أتسوشي آبي على موقع IMDb (الإنجليزية)
- أتسوشي آبي على موقع ميوزك برينز (الإنجليزية)
- أتسوشي آبي على موقع قاعدة بيانات الفيلم (الإنجليزية)
- أتسوشي آبي على موقع ANN person (الإنجليزية)